# Absolutivus
Az absolutivus (abszolutívusz) nyelvtani eset (a jelöletlen alany), amely az ergatív nyelvekben az ergativus kísérője. Az absolutivus rendszerint végződés nélküli, vagyis jelöletlen, így hasonlít a többi, azaz alanyesettel és tárgyesettel rendelkező nyelv nominativusához. Azokban a mondatokban fordul elő, amelyben nincs a cselekvésnek tárgya, és az alany – mint cselekvő – magában áll. Ezekben a mondatokban az absolutivus jelöli az alanyt. Funkcióját tekintve a magyar alanyesettel egyenértékű. Azokban a mondatokban, amelyekben a cselekvésnek tárgya van, az absolutivus esetében az a főnév áll, amelyre a cselekvés irányul, miközben az alany ergativusban áll.
Az absolutivust néha pontatlanul nominativusnak tekintik a magyar szakirodalomban, aminek oka a végződés hiánya (a magyarban ugyanis az alanyeset jelöletlen). Előfordulnak azonban olyan nyelvek – mint például a hettita nyelv –, melyekben egyszerre létezik absolutivus és nominativus is.
Példa a sumer nyelvből:
| lugal-Ø                       | muĝen |
| Király-abszolutívusz          | jött  |
| „Jött a király.“ (tárgyatlan) |       |

| lugal-e                                    | bàd-Ø               | insìg      |
| Király-ergatívusz                          | falak-abszolutívusz | ledöntötte |
| „A király ledöntötte a falakat.“ (tárgyas) |                     |            |